# Louis-Marie de La Révellière-Lépeaux
Louis-Marie de La Révellière-Lépeaux (* 24. August 1753 in Montaigu (Vendée); † 27. März 1824 in Paris) war ein Politiker während der Französischen Revolution und von 1795 bis 1799 Mitglied des Direktoriums. 

## Leben

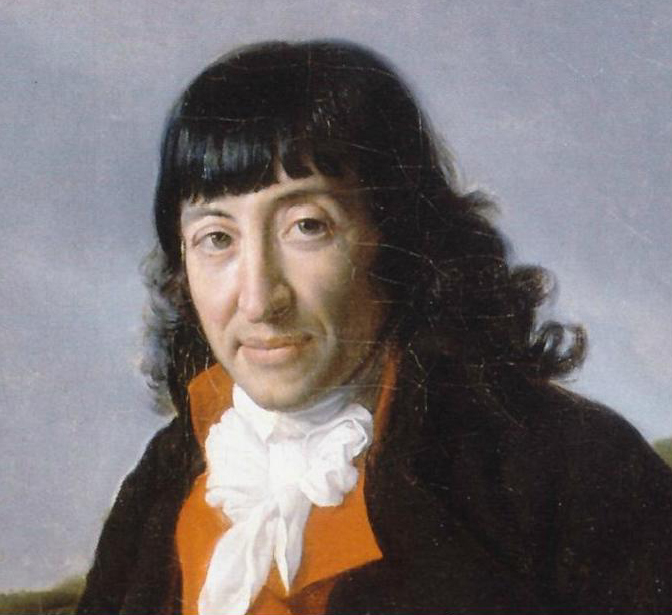
Louis-Marie de La Révellière-Lépeaux

Louis-Marie de La Révellière-Lépeaux wurde als Sohn eines wohlhabenden Notars geboren. Er wurde in seiner Kindheit von einem Priester erzogen, der ihn brutal züchtigte. Aufgrund dieser Misshandlungen war La Révellière-Lépeaux mit einem Buckel gezeichnet und blieb zeitlebens ein erbitterter Feind der katholischen Kirche. Er studierte später die Rechte, praktizierte jedoch nie den Beruf eines Anwalts.
Der Dritte Stand der Provinz Anjou wählte La Révellière-Lépeaux im Frühjahr 1789 zum Abgeordneten der Generalstände (États généraux). 1791 wurde er zum Geschworenen am Obersten Gericht bestimmt und in die Verwaltung des Départements Mayenne aufgenommen, das ihn im September 1792 zum Deputierten des Nationalkonvents wählte. Er wurde Parteigänger der Girondisten und befürwortete Frankreichs Ausdehnung durch Annexion. Im Januar 1793 stimmte La Révellière-Lépeaux für den Tod Ludwig XVI. La Révellière-Lépeaux war ein gemäßigter Republikaner, trotzdem bekämpfte er energisch die katholische Kirche und die Bergpartei, deren Terror er ablehnte. Nach dem Sturz der Girondisten am 2. Juni 1793 wurde La Révellière-Lépeaux geächtet und musste sich bis zum Umsturz vom 9. Thermidor (27. Juli 1794) verbergen.
Im Dezember 1794 nahm La Révellière-Lépeaux seinen Sitz im Nationalkonvent wieder ein, seit April 1795 gehörte er der Elfer-Kommission an, die die Direktorialverfassung von 1795 erarbeitete. Im Oktober 1795 wurde La Révellière-Lépeaux in das „Institut national des sciences et des arts“ aufgenommen.
Am 1. November 1795 wurde La Révellière-Lépeaux ins Direktorium gewählt, nachdem er zuvor in den Rat der Fünfhundert und in den Rat der Alten gewählt worden war. Im Direktorium wurde er mit den Aufgaben Schulwesen, Künste und Gewerbe beauftragt. Er befürwortete die Expansionspolitik Frankreichs und die Bildung von Schwesterrepubliken. Des Weiteren zerschlugen Carnot und La Révellière-Lépeaux im Mai 1796 Babeufs Verschwörung der Gleichen.
Um die Beziehungen zum Papst zu verbessern, änderte das Direktorium im Sommer 1796 seinen antiklerikalen Kurs und wandte eine gemäßigte Kirchenpolitik an. Diesen Kurswechsel lehnte La Révellière-Lépeaux ab, stattdessen förderte er den Kult der Theophilanthropie. Diese Ersatzreligion sucht die Menschen durch Andacht, Lesen, Reden und Musik zu ihrer „natürlichen“ Harmonie zurückzuführen. Wesentliche Grundsätze der nichtatheistischen Theophilanthropie sind der Glaube an Gott und an die Unsterblichkeit der Seele. La Révellière-Lépeaux beabsichtigte diesen Kult zur Staatsreligion zu erheben. Die Anhänger der Theophilanthropie erhielten von ihm die Möglichkeit, ihren Kult in einigen Pariser Kirchen zu zelebrieren.
Nachdem die drei Direktoren Paul de Barras, Jean-François Reubell und La Révellière-Lépeaux mit Hilfe der Generäle Lazare Hoche und Napoleon Bonaparte den erfolgreichen Staatsstreich vom 18. Fructidor V (4. September 1797) ausgeführt hatten, kehrte das Direktorium zur antikatholischen Politik zurück. La Révellière-Lépeaux unterstützte den unblutigen Staatsstreich vom 22. Floréal VI (11. Mai 1798), der sich vor allem gegen die erstarkten Neojakobiner richtete. Die Direktoren Barras, Reubell, Merlin de Douai und Nicolas-Louis François de Neufchâteau meinten jedoch, dass die Theophilanthropen mit den Neojakobinern sympathisierten und entzogen ihnen ihre Unterstützung. Stattdessen wurde der Dekadenkult namentlich durch Merlin de Douai gefördert. La Révellière-Lépeaux scheiterte aber vor allem mit dem Kult der Theophilanthropie am Unverständnis des Volkes, das ihn als „neuen Papst“ verspottete. Am 18. Juni 1799 musste er sein Amt im Direktorium niederlegen.
„Oh, Du mächtiger Geist der Freiheit, Du allein konntest Bonaparte schaffen. Glückliches Frankreich!“, jubelte La Révellière-Lépeaux noch nach dem Frieden von Campo Formio vom 17. Oktober 1797. Den Staatsstreich vom 18. Brumaire VIII (9./10. November 1799) lehnte er trotz seiner früheren Begeisterung für General Napoleon Bonaparte ab. Er verweigerte dem Ersten Konsul Frankreichs den Treueid und trat aus dem Institut aus. La Révellière-Lépeaux zog sich enttäuscht aus der Öffentlichkeit zurück und verstarb am 27. März 1824 in Paris.

## Veröffentlichungen
- Arrêtés du Directoire exécutif, concernant les militaires employés dans l'intérieur. A Paris: De l'Imprimerie du Dépôt des lois, 1796
- Arrêté du Directoire exécutif, concernant l'application à faire des lois sur les émigrés, aux habitans des départemens réunis qui ont passé en pays étranger pendant le cours de l'an II, et ne sont pas rentrés dans les trois mois de la publication de la loi du 9 vendémiaire, an IV. A Paris: De l'Imprimerie du Dépôt des lois, 1796
- Réflexions sur le Culte, sur les Cérémonies civiles et sur les Fêtes Nationales, 1797
- Réponses de L.M. Révellière-Lépeaux, aux dénonciations portées au Corps Législatif contre lui et ses anciens collègues, 1799
- Notice du patois vendéen. Précédée d'une biographie de l'auteur, 1867
- Mémoires de La Revellière-Lépeaux. Membre du Directoire executif de la République Française et de l'Institut national. Tome premier; Tome dieuxième; Tome troisième, publiés par son fils. Paris: Libraire Plon. 1895